# IECEE/CEE
IECEE steht für International Commission on the Rules for the Approval of Electrical Equipment, ein Standardisierungsorgan der Internationalen Elektrotechnischen Kommission (IEC). Die IEC nutzt den Namen IECEE für das IEC System for Conformity Testing and Certification of Electrotechnical Equipment and Components (IEC-System für Konformitätsbewertungssysteme elektrotechnischer Betriebsmittel und Komponenten) besser bekannt als das CB System
Das IECEE CB-System mit Sitz in Genf ist dabei das gleiche wie das alte CEE – CB -System, das die CEE Standards erstellte (z. B. CEE-System).  Die CEE war ein europäisches Standardisierungsorgan gegründet unter dem Namen Commission internationale de réglementation en vue de l'approbation de l'équipement électrique / Internationale Kommission für Regeln zur Begutachtung elektrotechnischer Erzeugnisse. Ein CEE Standard beschreibt so Conformité de l'équipement électrique / Zertifizierung Elektrotechnischer Geräte. Historisch geht diese Zertifizierung auf eine Initiative des deutschen VDE (Verband der Elektrotechnik, Elektronik und Informationstechnik) von 1929 zurück.

## CB Scheme
Das IEC CB Scheme ist ein multilaterales Abkommen, welches Herstellern von elektrischen und elektronischen Produkten den Marktzugang erleichtert.
Der Ursprung des CB Scheme stammt von der CEE (frühere Europäische „Commission for Conformity Testing of Electrical Equipment“) und wurde 1985 im IEC integriert. Zurzeit sind 54 Member Bodies in der IECEE, 88 NCBs (National Certification Bodies), sowie 534 CB Testlabore (CBTL). Im Bereich der Produktzertifizierung wird dieses Verfahren angewandt, um Herstellern von Produkten, die nach harmonisierten Standards geprüft und zertifiziert werden, die Komplexität im Zulassungsverfahren zu nehmen. Ein Produkt, welches von einem CBTL (certified testing laboratory) nach einem harmonisierten Standard geprüft wurde und einen CB Report erhielt, hat diesen als Grundlage für eine spätere nationale Zertifizierung und Zulassung wie zum Beispiel GS, PSE, CCC, NOM, GOST/R, BSMI. In Deutschland gibt es derzeit eine Vielzahl an Dienstleistern und Laboren, die als NCB und CBTL im CB Scheme akkreditiert sind.

## CEE-Normen
| Norm   | Beschreibung |
| ------ | --- |
| CEE 7  | beschreibt Steckdosen und Steckverbinder im Hausgebrauch in Europa. Auf den Standard wird meist wegen des CEE 7/7 Hybridanschlusses verwiesen, der die Schuko-Steckverbinder als europäischen Standard ersetzt hat. Der CEE 7/16 Steckverbinder wird dagegen meist Eurostecker genannt.                                  |
| CEE 13 | beschreibt die Anforderungen an Kabelisolationen aus Polyvinylchlorid. Wurde ersetzt durch CENELEC HD-21 / HD-22 und später IEC 227/245 |
| CEE 17 | beschreibt ein Steckverbindungssystem für den Industriegebrauch einschließlich Dreiphasensteckern bis 250 Ampere. Dies wurde später als IEC 309 übernommen und 1999 zu IEC 60309 umbenannt. Die Bezeichnung als CEE-Drehstromstecker verweist auf diesen Standard.                                                       |
| CEE 22 | beschreibt Gerätestecker für den Hausgebrauch. Dies wurde als IEC 320 übernommen und später umbenannt zu IEC 60320. Die Bezeichnung CEE 22 Warmgerätestecker bezieht sich auf den Heißgerätestecker nach IEC 320 C15, der sehr ähnlich dem Kaltgerätestecker C14 ist, wie er an vielen Netzteilen von PCs zu finden ist. |